# Contarinia coryli
Contarinia coryli är en tvåvingeart som först beskrevs av Johann Heinrich Kaltenbach 1859.  Contarinia coryli ingår i släktet Contarinia och familjen gallmyggor. Inga underarter finns listade i Catalogue of Life.